# Aaron Parks
 Aaron Parks (Seattle, 1983. október 7. –) amerikai dzsesszzongorista.

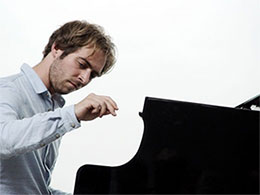

## Pályakép
A washingtoni egyetemen tanult egyszerre számítógépes tudományt és a zenét is. 15 éves korában a Grammy High School Jazz együttesbe került, New Yorkba költözött és a Manhattan zeneiskolában folytatta tanulmányait, ahol egyik tanára Kenny Barron volt.
Az utolsó tanévben Terence Blanchard együttesével turnézott. Ekkor három albumot vett fel vele a Blue Note, köztük a Grammy-díjas A Tale of God's Will-t (A Requiem Katrina).
Aaron Parks tagja a James Farm együttesnek.

## Szólólemezek
- The Promise (Keynote, 1999)
- First Romance (Keynote, 2000)
- Invisible Cinema (Blue Note, 2008)
- Alive in Japan (Bandcamp 2013)
- Arborescence (ECM, 2013)
- Find the Way (ECM, 2017)
- Little Big (Ropeadope, 2018)

### Másokkal
- 2005 Higher Ground, Wynton Marsalis
- 2006 Inside Man
- 2006 Casually Introducing Walter Smith III, Walter Smith III
- 2006 The Source, Kendrick Scott
- 2007 Night Songs, Ferenc Nemeth
- 2008 Prelude... to Cora, Ambrose Akinmusire
- 2009 Angelica, Francesco Cafiso
- 2009 In a Dream, Gretchen Parlato
- 2011 Dreams Come True, CANT
- 2012 Star of Jupiter, Kurt Rosenwinkel
- 2012 Secret Love, Sara Leib
- 2013 Foolhardy, Lage Lund
- 2013 Live Today, Derrick Hodge
- 2013 Lua Ya, Yeahwon Shin
- 2013 North Hero, Chris Morrissey
- 2013 Somewhere in Between, Bob Reynolds
- 2014 Golden Age, Nir Felder
- 2016 Diwan of Beauty and Odd, Dhafer Youssef
- 2016 Seemed Like a Good Idea, Petra Haden, Jesse Harris
- 2018 The Seasons, Ben Wendel

## Díjak
- 2001: Cole Porter Fellow of the American Pianists Association
- Thelonious Monk Nemzetközi Dzsessz Zongorista Verseny: harmadik helyezett
- Montreux-i Jazz Fesztivál: harmadik helyezett (Jas Hennessy Piano Solo Competition)
- 2016: Down Beat: „25 for the Future”